# Sissy Schwarz
Sissy Schwarz, właściwie Elisabeth Schwarz, po mężu Bollenberger (ur. 19 maja 1936 w Wiedniu) – austriacka łyżwiarka figurowa, startująca w konkurencji solistek i par sportowych z Kurtem Oppeltem. Mistrzyni olimpijska z Cortina d’Ampezzo (1956) i uczestniczka igrzysk olimpijskich (1952, 1956), mistrzyni świata (1956), mistrzyni Europy (1956) oraz 5-krotna mistrzyni Austrii (1952–1956).

## Życiorys

### Kariera amatorska
Schwarz występowała jako solistka w latach 1952–1953 równolegle z jazdą w parach sportowych z Kurtem Oppeltem. Na Zimowych Igrzyskach Olimpijskich 1952 w Oslo Schwarz indywidualnie zajęła 19. miejsce, zaś w parze z Oppeltem miejsce 9. W 1953 roku po wygraniu przez parę Schwarz / Oppelt brązowego medalu mistrzostw Europy w Davos, Schwarz skupiła się na konkurencji par sportowych i zakończyła indywidualne starty.
W kolejnych latach para Schwarz / Oppelt zdobyła pięć tytułów mistrza kraju (1952–1956). Na mistrzostwach świata zdobywali kolejno brązowy medal w roku 1954 i medal srebrny w 1955. Podobnie na mistrzostwach Europy, gdzie w po brązie w 1953 roku zdobyli srebro w 1954.
W roku 1956 byli niepokonani. Na Zimowe Igrzyska Olimpijskie 1956 jechali jako mistrzowie Europy 1956 w Paryżu. Następnie zostali mistrzami olimpijskimi w Cortina d’Ampezzo, gdzie pokonali kanadyjską parę Frances Dafoe / Norris Bowden, która po zawahaniu w podnoszeniu zakończyła program po zakończeniu muzyki. Sędziowie nie byli jednomyślni, 6 z 9 sędziów przyznało złoto austriackiej parze. Karierę amatorską para Schwarz / Oppelt zakończyła zdobyciem tytułu mistrzów świata w Garmisch-Partenkirchen.

### Kariera profesjonalna
Po zakończeniu kariery amatorskiej para Schwarz / Oppelt dołączyła do rewii Wiener Eisrevue, gdzie występowała przez trzy lub cztery kolejne lata.

### Życie prywatne
Schwarz poślubiła prawnika (zmieniła nazwisko na Schwarz-Bollenberger). Mają troje dzieci. Zamieszkali w Wiener Neustadt, gdzie w 1968 roku Sissy otworzyła lodowisko.

## Osiągnięcia

### Pary sportowe
Z Kurtem Oppeltem
| Zawody               | 1952           | 1953           | 1954           | 1955           | 1956           |                |                |                |                |                |                |                |                |                |                |                |                |
| Międzynarodowe       | Międzynarodowe | Międzynarodowe | Międzynarodowe | Międzynarodowe | Międzynarodowe | Międzynarodowe | Międzynarodowe | Międzynarodowe | Międzynarodowe | Międzynarodowe | Międzynarodowe | Międzynarodowe | Międzynarodowe | Międzynarodowe | Międzynarodowe | Międzynarodowe | Międzynarodowe |
| -------------------- | -------------- | -------------- | -------------- | -------------- | -------------- | -------------- | -------------- | -------------- | -------------- | -------------- | -------------- | -------------- | -------------- | -------------- | -------------- | -------------- | -------------- |
| Igrzyska olimpijskie | 9              |                |                |                | 1              |                |                |                |                |                |                |                |                |                |                |                |                |
| Mistrzostwa świata   | 7              | 6              | 3              | 2              | 1              |                |                |                |                |                |                |                |                |                |                |                |                |
| Mistrzostwa Europy   | 7              | 3              | 2              |                | 1              |                |                |                |                |                |                |                |                |                |                |                |                |
| Krajowe              |                |                |                |                |                |                |                |                |                |                |                |                |                |                |                |                |                |
| Mistrzostwa Austrii  | 1              | 1              | 1              | 1              | 1              |                |                |                |                |                |                |                |                |                |                |                |                |

### Solistki
| Zawody               | 1952           | 1953           |                |                |                |                |                |                |                |                |                |                |                |                |                |                |                |
| Międzynarodowe       | Międzynarodowe | Międzynarodowe | Międzynarodowe | Międzynarodowe | Międzynarodowe | Międzynarodowe | Międzynarodowe | Międzynarodowe | Międzynarodowe | Międzynarodowe | Międzynarodowe | Międzynarodowe | Międzynarodowe | Międzynarodowe | Międzynarodowe | Międzynarodowe | Międzynarodowe |
| -------------------- | -------------- | -------------- | -------------- | -------------- | -------------- | -------------- | -------------- | -------------- | -------------- | -------------- | -------------- | -------------- | -------------- | -------------- | -------------- | -------------- | -------------- |
| Igrzyska olimpijskie | 19             |                |                |                |                |                |                |                |                |                |                |                |                |                |                |                |                |
| Mistrzostwa Europy   |                | 9              |                |                |                |                |                |                |                |                |                |                |                |                |                |                |                |
| Krajowe              |                |                |                |                |                |                |                |                |                |                |                |                |                |                |                |                |                |
| Mistrzostwa Austrii  | 2              |                |                |                |                |                |                |                |                |                |                |                |                |                |                |                |                |